# Comité für die naturwissenschaftliche Landesdurchforschung von Böhmen

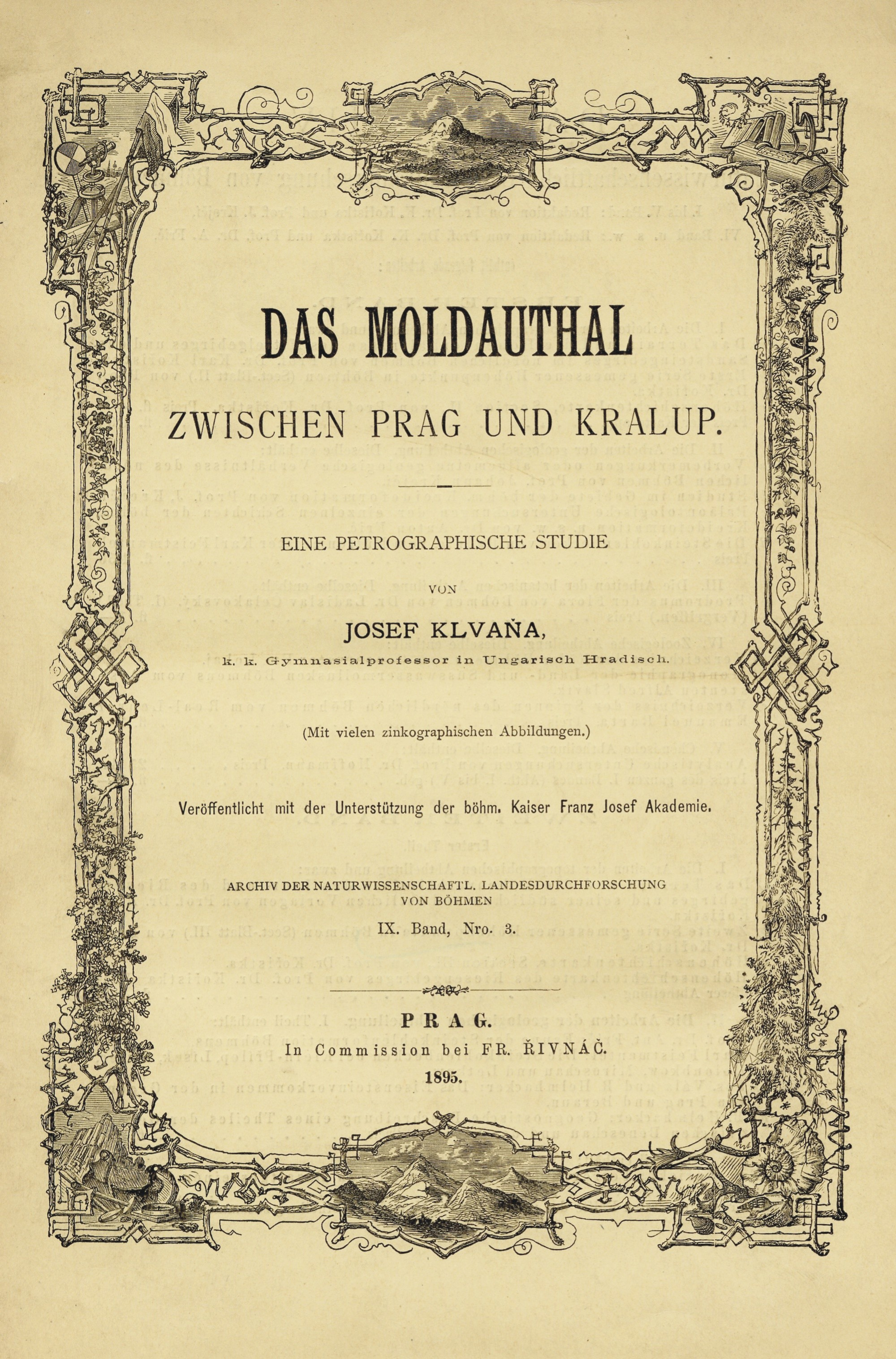
Titelblatt eines Buches aus der Schriftenreihe des Comités für die naturwissenschaftliche Landesdurchforschung von Böhmen

Das Comité für die naturwissenschaftliche Landesdurchforschung von Böhmen (tschechisch: Komitét pro přírodovědný výzkum Čech) war eine 1864 in Prag gegründete wissenschaftliche Institution. In enger Verbindung mit dem damaligen Museum des Königreichs Böhmen (Muzeum Království českého) leistete das Comité einen bedeutenden Beitrag innerhalb der Wissenschaftsgeschichte von Böhmen. Sein Wirken förderte im 19. Jahrhundert in der Monarchie Österreich-Ungarn zugleich die wachsende Anerkennung der tschechischen Sprache nicht nur als Volkssprache, sondern auch als Sprache der Gebildeten und der Wissenschaft.

## Geschichte

### Die Gründung des Comités
In den Jahren 1862 und 1863 bemühten sich Mitglieder der Gesellschaft des vaterländischen Museums in Böhmen und der k.k. patriotisch-ökonomischen Gesellschaft, eine Forschungseinrichtung zu schaffen, die durch neue Ergebnisse die Sammlungen des Museums ergänzen und eine eigenständige Forschungsarbeit in Böhmen gewährleisten sollte. Auf diese Weise kam es 1864 zur Gründung des Comités für die naturwissenschaftliche Landesdurchforschung von Böhmen. Der Begriff „Durchforschung“ war in der Mitte des 19. Jahrhunderts bei Vorhaben der Landeserkundung ein geläufiger Ausdruck. So hatte die für die gesamte Monarchie Österreich-Ungarn zuständige kaiserlich-königliche geologische Reichsanstalt in Wien sich bei ihrer Gründung im Jahre 1849 die geologische Durchforschung des Landes als eine zentrale Aufgabe für die Entwicklung der Industrialisierung der Kronländer der Monarchie gestellt.
Die vom Comité zu leistende Arbeit übernahmen einige damals führende Naturwissenschaftler Böhmens. Aus ihren Reihen bildete das Comité zwei Unterkomitees: ein Directions-Comité und ein Durchforschungs-Comité.

### Die Zusammensetzung des Comités
An der Spitze des Directions-Comités standen zu Beginn Graf Albert von Nostitz-Rieneck und Heinrich Graf zu Clam-Martinitz, die jeweiligen Präsidenten der beiden initiierenden Gesellschaften. Ferner benannten die entsendenden Gesellschaften je drei Vertreter. Seitens der Gesellschaft des vaterländischen Museums waren dies Karl Kořistka, Jan Evangelista Purkyně und Václav Vladivoj Tomek. Seitens der k.k. patriotisch-ökonomischen Gesellschaft waren es die Agrarwissenschaftler Josef Lumbe Edler von Mallonitz und Anton Emanuel von Komers sowie der Jurist und Landesadvokat in Prag Johann Kiemann der Ältere (1797–1872). Die Geschäftsleitung des Directions-Comités wurde per Wahl Karl Kořistka übertragen.
Das Durchforschungs-Comité bestand aus zwölf Mitgliedern. Zum Zeitpunkt seiner Gründung waren darin vertreten:
- Ladislav Josef Čelakovský, Museums-Kustos
- Anton Frič (Fritsch), Museums-Kustos
- Robert Hofmann
- Eberhard Antonin Jonak (1820–1879), Nationalökonom
- Anton Emanuel von Komers, Agrarfachmann
- Karl Kořistka, Geograph und Mathematiker
- Vincenz Franz Kostelecky, Botaniker
- Johann Krejčí, Geologe
- Jan Palacký (1830–1908), Geograph, Dr. phil., Dr. jur.
- Jan Evangelista Purkyně, Biologe
- Ludwig Schmidl (1811–1882)[2]
- Karl Zenger

Den Vorsitz dieses Gremiums übernahm Karl Kořistka; sein Sekretär wurde Anton Frič (Fritsch). Die Redaktionsgruppe für die anfallenden Publikationen setzte sich aus Kořistka und Krejčí zusammen.

### Wirkungsfeld und Weiterentwicklung
Aus dem Wirken des Comités gingen mehrere zeitgenössische wissenschaftliche Werke von hoher Bedeutung hervor. Bei der Gründung war im Statut als Hauptziel die topographische und geologische Kartierung des Landes Böhmen festgelegt worden. Diese Vorgabe spiegelte sich folglich in den frühen Schriften wider. Mit der fortschreitenden Entwicklung der Naturwissenschaften im Königreich Böhmen erweiterte sich das Themenspektrum. Der ursprünglich gesetzte Schwerpunkt wurde durch weitere Forschungsfelder ergänzt, u. a. zur Gewinnung von Bodenschätzen.
Karl Kořistka hatte im Auftrag und dank der Förderung des Prager Nationalmuseums 1856 mit einer eigenständigen Landesvermessung Böhmens begonnen. Diese war notwendig geworden, insofern man das Kartenmaterial als ungenügend erachtete, das aus früheren, von Wien aus veranlassten Vermessungen (Mappierungen 1842–1853) entstanden war. Das Netz der Triangulationspunkte war nicht eng genug gewesen. Das neue Comité für die naturwissenschaftliche Landesdurchforschung übernahm nun diese Arbeiten in seiner Regie. Böhmen wurde in zehn Kartensektionen im Maßstab 1:200.000 aufgeteilt. Sie erschienen in der Form farbiger Höhenschichtenkarten als Farblithographien schrittweise nach ihrer jeweiligen Fertigstellung. Diese Arbeiten wurden 1880 abgebrochen, weil das k.u.k. Reichs-Kriegsministerium in Wien 1869 eine Neuaufnahme der Monarchie anordnete, mit der 1877/1878 in Böhmen begonnen wurde. Kořistkas Kartenwerk blieb daher unvollständig, bildete aber die Grundlage für die darauf aufbauende geologische Landesaufnahme.

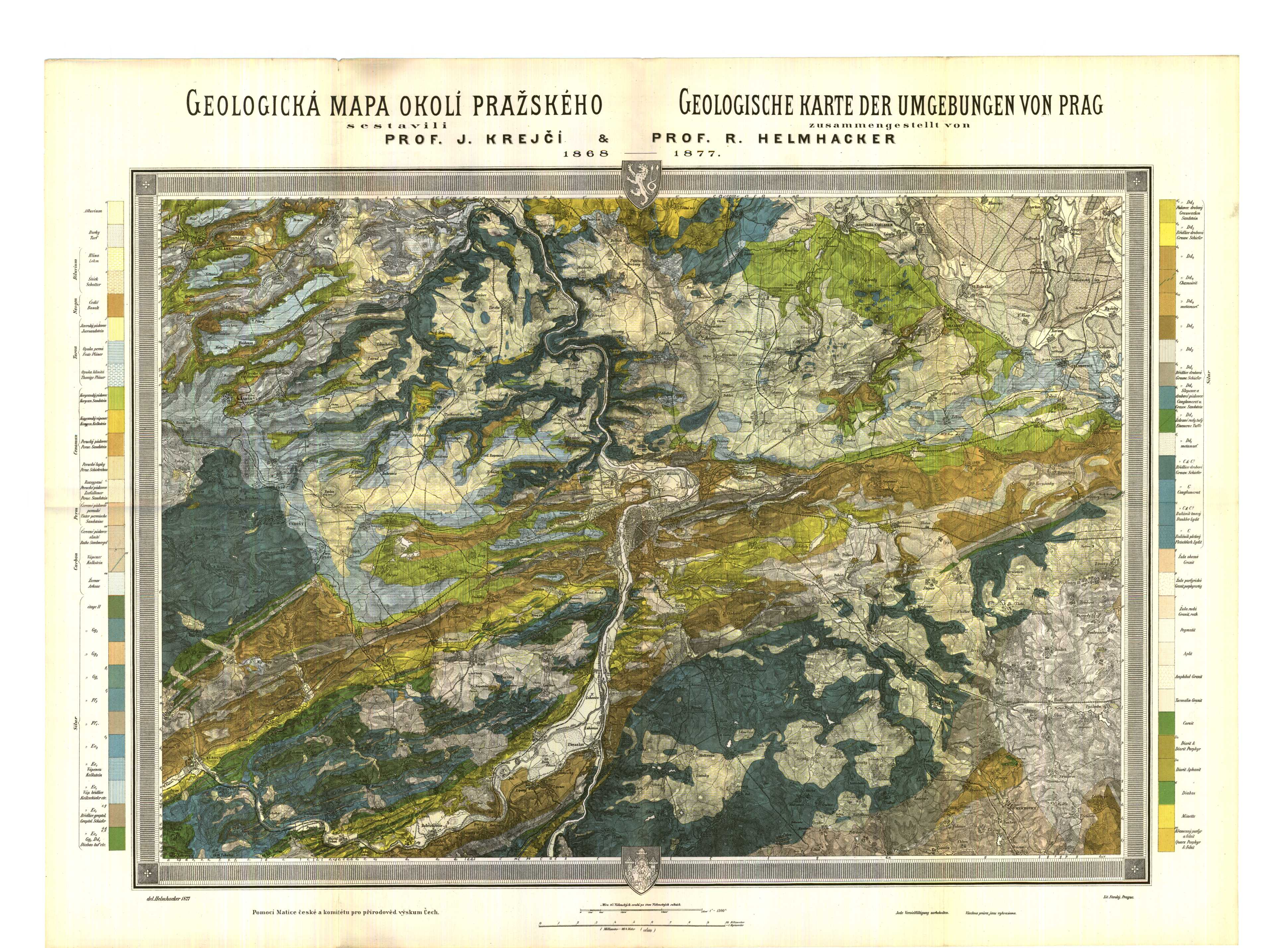
Blatt Prag der geologischen Landesaufnahme (1877)

Die umfassende Geologische Karte des Landes Böhmen knüpfte inhaltlich an die geologischen Kartierungsarbeiten der k.k. geologischen Reichsanstalt in Wien (Militärgeographisches Institut) an. In den 1860er Jahren hatte sich die Erkenntnis durchgesetzt, dass vom paläontologischen Standpunkt aus nur unvollständige Kenntnisse vorhanden waren und dass daher eine detailliertere Untersuchung des fossilen Bestandes und der stratigraphischen Verhältnisse in Böhmen erforderlich sei. Die bei den Aufnahmearbeiten im Gelände gesammelten Proben erweiterten die Sammlungsbereiche Mineralogie, Petrographie und Paläontologie im Böhmischen Landesmuseum in Prag. Das war von Bedeutung, weil eine ältere, auf August Emanuel von Reuss zurückgehende paläontologische Sammlung von Kreideformationen im k.k. Naturhistorischen Hof-Museum in Wien lagerte und für Forschungen in Prag insofern nur mit größerem Aufwand zugänglich war.

### Publikationen
Die anfallenden Forschungsergebnisse wurden in unregelmäßigen Abständen veröffentlicht. Die dafür geschaffene Publikationsreihe hieß Archiv für die naturwissenschaftliche Landesdurchforschung von Böhmen (Archiv pro přirodovědecký výzkum země České). Sie war eine Schriftenreihe, die zwischen 1869 und 1920 vom Commissions-Verlag Fr. Řivnáč verlegt wurde. Diese Reihe war als Folge von Jahresbänden konzipiert, und zwar so, dass jeder Band aus einzelnen thematischen Heften bestand (sechs bis acht Hefte pro Jahresband), die Stück für Stück im Laufe des Jahres erschienen. Die Autoren publizierten ihre Texte in Deutsch und in Tschechisch. Die Böhmische Akademie des Kaisers Franz Joseph für Wissenschaften, gesprochenes Wort und Kunst gewährte in den 1890er Jahren für einzelne Veröffentlichungen eine finanzielle Unterstützung.

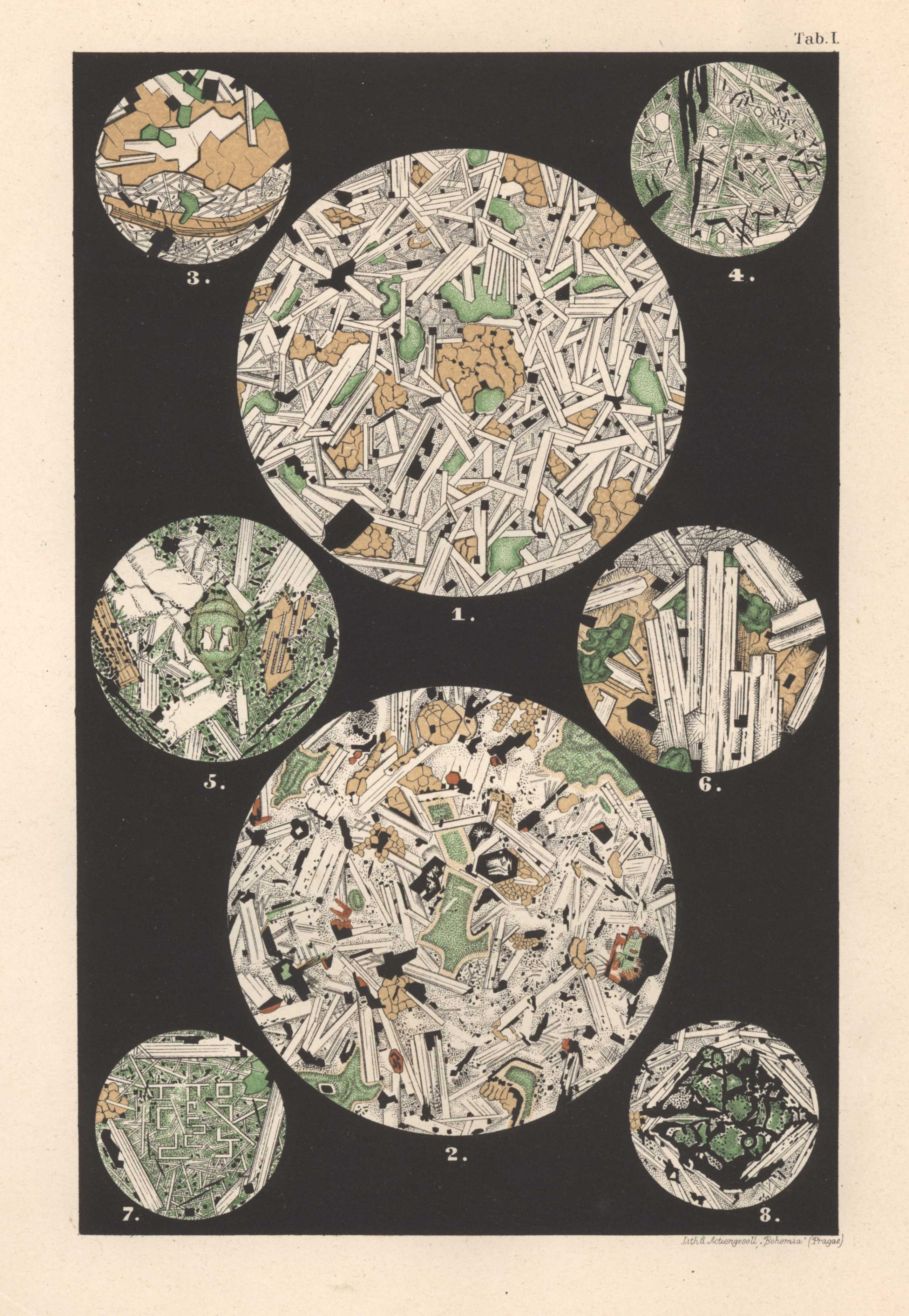
Dünnschliffe von Melaphyren, historische Darstellung von 1876

Die Arbeitsthemen erstreckten sich auf folgende Bereiche, die in den Bänden des Archivs für die naturwissenschaftliche Landesdurchforschung von Böhmen je eigene Abteilungen bildeten:
- Orographie
- Geologie
- Botanik
- Zoologie
- Meteorologie
- Pedologie

Schwerpunkte der seit 1864 publizierten Arbeiten waren die Aufarbeitung topographischer Daten und Übersichtskarten des Königreiches Böhmen, geologische und mineralogische Forschungen, gewässerkundliche, biologische sowie agronomische Studien.
Im Archiv für die naturwissenschaftliche Landesdurchforschung von Böhmen wurden grundlegende wissenschaftliche Erkenntnisse zur Geologie Böhmens veröffentlicht. Dazu zählen beispielsweise die Forschungsergebnisse zum Aufbau der Böhmischen Kreideformationen durch Jan Krejčí, durch den Geologen Rudolf Helmhacker und durch Antonín Frič, ferner die gesteinskundlichen Forschungen des Petrographen und Mineralogen Emanuel Bořický (1840–1881), seit 1880 Professor der Universität Prag, bezüglich der Basaltgesteine in Nordböhmen. Bemerkenswert ist auch die frühe Anwendung von Dünnschliffpräparaten für mikroskopische Untersuchungen auf diesem Sektor. Diese Dünnschliffsammlung wurde nach dem Tode von Emanuel Bořický vom Böhmischen Landesmuseum erworben. Sie zählt auf Grund ihres Alters und ihres Umfangs zu den wertvollen Sammlungsbeständen.

### Die Neufassung der Statuten
Als sich 1872 die k.k. patriotisch-ökonomische Gesellschaft auflöste, konnten deren Vertreter im Comité für die naturwissenschaftliche Landesdurchforschung von Böhmen weiterarbeiten, da sie auf Lebenszeit für diese Aufgabe gewählt worden waren. Erst der Tod einzelner Mitglieder erzwang 1882 neue Überlegungen zur künftigen Ausrichtung der Arbeit. Dabei bat man den Landes-Culturrath des Königreiches Böhmen um seine Mitwirkung. Der Landes-Culturrath nahm sich dieses Anliegens an und bewirkte, dass auch agrarwissenschaftliche Themen in das Forschungsspektrum aufgenommen wurden. Die Aufzählung der Ziele des Comités in dessen Satzung musste entsprechend ergänzt werden.
Eine kleine Personengruppe übernahm die Ausarbeitung eines neuen Statutenentwurfs und legte ihn 1885 in einer gemeinsamen Sitzung vor. Dabei kam es zu einer Neuwahl der beiden Unterkomitees. Der Landes-Culturrath benannte als Vertreter im Directions-Comité:
- Graf Franz von Thun und Hohenstein
- Karl Kořistka
- Edmund Swoboda, Oberforstrat

Ersatzdelegierte waren Graf Rudolf Czernin von und zu Chudenitz und Ottakar Nickerl (1838–1920), Entomologe an der Technischen Hochschule Prag.

Die Gesellschaft des böhmischen Museums benannte als Vertreter im Directions-Comité:
- Karl III. Fürst zu Schwarzenberg (* 1824; † 1904)
- Johann Krejčí
- Franz Ladislav Rieger

Ersatzdelegierte waren Bergrat Hrabak und Adalbert Náprstek.

Das Präsidium leitete fortan der Präsident des Landes-Culturrathes, Karl III. Fürst zu Schwarzenberg, und im Verhinderungsfall der Präsident der Gesellschaft des böhmischen Museums, Heinrich Graf zu Clam-Martinitz.

### Das Comité angesichts wachsender Spannungen zwischen den Nationen in Böhmen
Alle öffentlichen Angelegenheiten im Böhmen des 19. Jahrhunderts waren mehr oder weniger durch die Erscheinungsformen der nationalen Wiedergeburt der Tschechen geprägt. Auch viele Repräsentanten und Institutionen der Naturwissenschaften waren davon betroffen. Dabei kam dem Vaterländischen Landesmuseum (dem heutigen Nationalmuseum) in Prag eine wichtige Rolle zu. Dessen Förderern aus den Reihen des böhmischen Hochadels war daran gelegen, dass eine eigenständige, auf das Land Böhmen bezogene Forschung erfolgte. Als einer der Sprecher des tschechisch orientierten Hochadels warb Heinrich Graf zu Clam-Martinitz gemäß dem Leitwort einer „historisch-politischen Individualität der Länder“ für eine föderalistische Struktur der Habsburgermonarchie. Das Kaiserliche Diplom vom 20. Oktober 1860, zur Regelung der inneren staatsrechtlichen Verhältnisse der Monarchie, das so genannte Oktoberdiplom, ein Kompromiss zwischen zentralistischen und föderalistischen Bestrebungen, hatte ihn dazu ermutigt. Doch ein Jahr später wurde stattdessen eine zentralistische Verfassung erlassen, das Februarpatent. Diese Entwicklung führte zu einer politischen Annäherung von Clam-Martinitz an den tschechisch-bürgerlichen Politiker František Palacký und dessen Schwiegersohn František Ladislav Rieger. Gemeinsam traten sie für die Forderung nach einem „böhmischen Staatsrecht“ ein.
Infolge dieser innenpolitischen Spannungen kam es ab 1860 vermehrt dazu, dass sich in Böhmen auf nahezu allen Gebieten des öffentlichen Lebens demonstrativ nach Tschechen und Deutschen getrennte Organisationen gründeten. Von besonderer Symbolik und Folgewirkung war die 1882 vollzogene Teilung der Karls-Universität Prag in eine tschechisch- und eine deutschsprachige Hochschule.
Seitens der tschechischen Intelligenz existierte seit 1784 die Königliche böhmische Gesellschaft der Wissenschaften und seit 1890 die Tschechische Akademie der Wissenschaften und Künste. Die wissenschaftlich interessierte deutschböhmische Bevölkerung gründete 1891 die Gesellschaft zur Förderung deutscher Wissenschaft, Kunst und Literatur und 1904 in Reichenberg die Deutsche Wissenschaftliche Gesellschaft.
Dieser Zwiespalt spiegelte sich in den unterschiedlichen Wegen wider, die führende Persönlichkeiten im Comité für die naturwissenschaftliche Landesdurchforschung von Böhmen einschlugen. Der Geologe Johann Krejčí war als Abgeordneter im Böhmischen Landtag und im Reichsrat von Wien politisch aktiv. In dieser Zeit begann er als erster Hochschullehrer auf seinem Fachgebiet, Vorlesungen in tschechischer Sprache zu halten. Dennoch folgte Krejčí der zuspitzenden Tendenz des Jungtschechenführes Rieger nicht uneingeschränkt, er distanzierte sich zunehmend von einigen seiner Positionen. Der anerkannte Geologe Gustav Laube, Professor und Rektor der deutschen Karl-Ferdinands-Universität Prag, verließ das Comité. Jedenfalls stand die gesamte Arbeit im Comité unter erheblicher Spannung.
Zur Gründung eines „eigenen“ (böhmisch-tschechischen) geologischen Staatsinstituts rief 1902 der Geologe Jindřich Ladislav Barvíř (1863–1952) in einem Beitrag der Zeitschrift Hornické a hutnické listy (Zeitschrift für Bergbau und Hüttenwesen) auf. Er argumentierte, dass die Formen der Wissenschaftsorganisation aus dem 19. Jahrhundert die Erwartungen der tschechischen Intelligenz zu Beginn des 20. Jahrhunderts nicht mehr erfüllten.

### Nach dem Ersten Weltkrieg
Viele Forschungsvorhaben des Comités wurden nach der Gründung der Tschechoslowakei von der 1919 gegründeten Státní geologický ústav Československé republiky (Geologische Staatsanstalt der Tschechoslowakischen Republik) aufgenommen und weitergeführt. Ihr Leiter war Cyril Purkyně (1862–1937), Professor für Geologie und Mineralogie an der Technischen Hochschule Prag. Die neue Geologische Staatsanstalt erklärte sich offiziell zur Nachfolgerin der k.k. geologischen Reichsanstalt auf dem Territorium von Böhmen und Mähren, konnte jedoch faktisch nicht deren Tätigkeit fortsetzen, da jene Wiener Behörde keine Niederlassung in Prag betrieben hatte. Folglich knüpfte die Geologische Staatsanstalt der Tschechoslowakischen Republik wissenschaftlich wie personell vor allem an das Comité für die naturwissenschaftliche Landesdurchforschung von Böhmen an, außerdem an die entsprechenden Abteilungen der Česká akademie věd a umění (Tschechische Akademie der Wissenschaft und Kunst) unter Leitung von Karel Vrba.